# Randy Foye
Randy Foye (* 24. September 1983 in Newark, New Jersey) ist ein ehemaliger US-amerikanischer Basketballspieler, der den Großteil seiner Karriere in der NBA aktiv war.

## Karriere

### College
Foye spielte während seiner Collegezeit für die Villanova University und hatte 2005 beim NCAA-Tournament gegen die University of North Carolina in den ersten drei Spielen einen Schnitt von etwa 20 Punkten, verlor jedoch mit seinem Team im vierten und letzten Spiel gegen den späteren Turniergewinner mit einem Abstand von einem Punkt. Seine damalige Karrierebestleistung betrug 28 Punkte.
Beim NCAA Tournament 2006 wurde Foye zum Big East Player of the Year von den 16 Trainern der Teams in der Big East Conference ernannt.

### NBA
Im NBA-Draft 2006 wurde Foye an 7. Stelle von den Boston Celtics ausgewählt, wechselte jedoch kurz darauf zu den Minnesota Timberwolves.

#### Minnesota Timberwolves
In seiner Debütsaison bei den Timberwolves spielte Foye in allen 82 Spielen in der regulären Saison und konnte durchschnittlich 10,1 Punkte pro Spiel bei durchschnittlich 22,9 Minuten pro Spiel verbuchen. Für seine Leistungen wurde Foye in dieser Saison ins NBA All Rookie First Team berufen. In den nächsten beiden Saisons für Minnesota steigerten sich seine Leistungen, bevor er am 23. Juni 2009 gemeinsam mit Mike Miller für Oleksiy Pecherov, Etan Thomas, Darius Songaila und einen Erstrunden-Draftpick zu den Washington Wizards gesendet wurde.

#### Washington Wizards

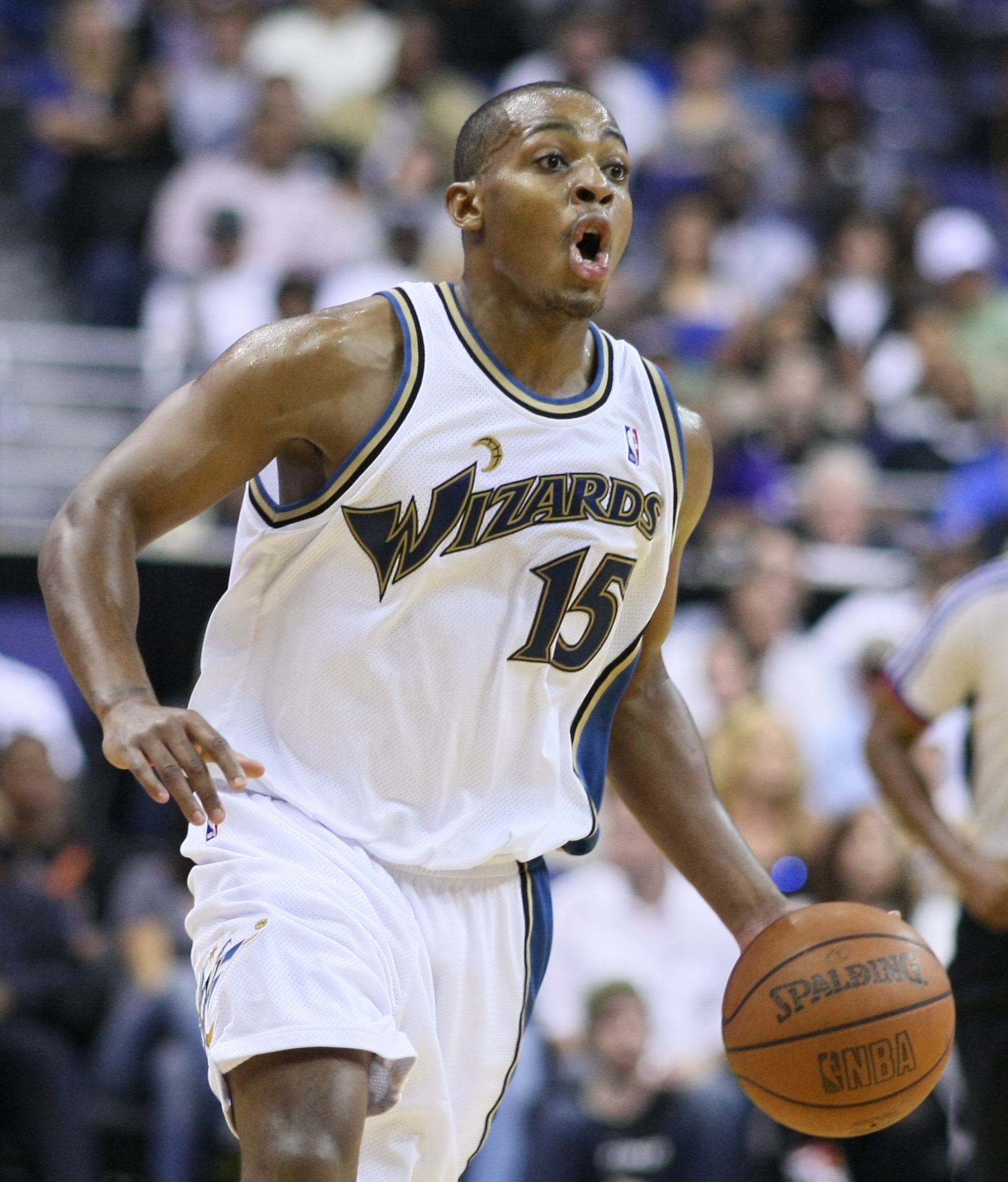
Foye bei den Washington Wizards

Bei den Wizards unterschrieb Foye 2009 einen Einjahresvertrag. Da er dort etwa 15 Minuten weniger pro Spiel spielte, gingen seine Leistungen im Vergleich zur Vorsaison ein wenig zurück. In insgesamt 64 Spielen konnte er trotzdem 10,1 Punkte und 3,3 Assists pro Spiel aufweisen.

#### Los Angeles Clippers
Am 8. Juli 2010 wurde bekannt gegeben, dass er als Free Agent zu den Los Angeles Clippers wechseln wird. Im Trikot der Kalifornier erzielte Foye am 2. April 2012 seine Saisonbestleistung von 28 Punkten und eine Karrierebestleistung von 8 verwandelten Drei-Punkte-Würfen gegen die Dallas Mavericks.

#### Weitere Stationen in der NBA
Im Sommer 2012 unterschrieb Foye einen Einjahresvertrag bei den Utah Jazz. Nach einem Jahr verließ er die Jazz und wurde in einem „Sign-and-Trade“-Deal zu den Denver Nuggets transferiert. Am 18. Februar 2016 wurde ein Trade zu den Oklahoma City Thunder bekannt gegeben. Foye kam bei den Thunder in 27 Spielen zum Einsatz und erzielte 5,6 Punkte im Schnitt. Im Sommer 2016 verließ er das Team und spielte bis Saisonende bei den Brooklyn Nets.

## Erfolge und Auszeichnungen
- Robert V. Geasey Trophy
- Big East Conference Men’s Basketball Player of the Year: 2006
- NBA All-Rookie First Team: 2007

## Sonstiges
Foye hatte einen Gastauftritt in der Serie Highschool Halleluja, in dem er sich selbst spielte.